# Episodi di Alfred Hitchcock presenta (serie televisiva 1985) (quarta stagione)
La quarta stagione della serie televisiva Alfred Hitchcock presenta è composta da 20 episodi trasmessi tra il 1988 e il 1989. 
| nº | Titolo originale            | Titolo italiano               | Prima TV USA     | Prima TV Italia |
| -- | --------------------------- | ----------------------------- | ---------------- | --------------- |
| 1  | Fogbound                    | Notti nella nebbia            | 8 ottobre 1988   | ...             |
| 2  | Pen Pal                     | Lettere d'amore               | 15 ottobre 1988  | ...             |
| 3  | Ancient Voices              | Voci nel passato              | 12 novembre 1988 | ...             |
| 4  | Survival of the Fittest     | Sopravvivenza per pochi       | 19 novembre 1988 | ...             |
| 5  | The Big Spin                | Vincitore perdente            | 7 gennaio 1989   | ...             |
| 6  | Don't Sell Yourself Short   | Giocare allo scoperto         | 14 gennaio 1989  | ...             |
| 7  | For Art's Sake              | Una vita per l'arte           | 21 gennaio 1989  | ...             |
| 8  | Murder in Mind              | Fantasia di morte             | 28 gennaio 1989  | ...             |
| 9  | Mirror Mirror               | Doppia immagine               | 4 febbraio 1989  | ...             |
| 10 | Skeleton in the Closet      | Scheletri nell'armadio        | 11 febbraio 1989 | ...             |
| 11 | In the Driver's Seat        | Nessuno mi ama                | 18 febbraio 1989 | ...             |
| 12 | Driving Under the Influence | Guida in stato di ebbrezza    | 25 febbraio 1989 | ...             |
| 13 | In the Name of Science      | In nome della scienza         | 11 marzo 1989    | ...             |
| 14 | Romance Machine             | La macchina dell'amore        | 25 marzo 1989    | ...             |
| 15 | Diamonds Aren't Forever     | Il mio nome è James B.        | 15 aprile 1989   | ...             |
| 16 | My Dear Watson              | Mio caro Dr. Watson           | 22 aprile 1989   | ...             |
| 17 | Night Creatures             | Creature della notte          | 29 aprile 1989   | ...             |
| 18 | The Man Who Knew Too Little | L'uomo che sapeva troppo poco | 8 luglio 1989    | ...             |
| 19 | Reunion                     | La riunione                   | 15 luglio 1989   | ...             |
| 20 | South by Southeast          | Giocattoli diabolici          | 22 luglio 1989   | ...             |